# Église Saint-Jacques d'Anvers
Pour l’article homonyme, voir  Église Saint-Jacques .
L'église Saint-Jacques (en néerlandais : Sint-Jacobskerk) est une ancienne collégiale située à Anvers, en Belgique. 
L'église est construite sur le site d'une auberge pour les pèlerins de Saint-Jacques-de-Compostelle. Le bâtiment actuel, œuvre de la famille Waghemakere et de Rombout Keldermans, est de style gothique brabançon. Dans la chapelle orientale de l'église se trouve la tombe de Pierre Paul Rubens.

## Histoire
À partir de 1431, avant même la construction de l'église, la chapelle située sur le site constituait une étape sur le chemin de la sépulture de Saint Jacques le Majeur à Saint-Jacques-de-Compostelle. En 1476, la chapelle est devenue une église paroissiale et des plans ont été faits pour remplacer le modeste bâtiment par une grande église. Quinze ans plus tard, en 1491, la construction de l'église gothique tardive commença. Il ne fut achevé qu'en 1656, lorsque l'architecture baroque était en vogue. Cependant, tout au long de ces années, les architectes ont suivi de près la conception gothique originale, d'où la cohérence extérieure gothique. L'intérieur, cependant, est décoré dans un style baroque.
Les plans du début de la construction, à une époque où Anvers était en passe de devenir l'un des pôles économiques les plus importants d'Europe, étaient très ambitieux. L'église devait comporter une seule tour, haute d'environ 150 m de haut, bien au-dessus des 123 m des deux tours prévues de la cathédrale d'Anvers.
En raison du déclin de la ville à partir du milieu du XVIe siècle, des problèmes financiers ont finalement entraîné l'arrêt de la construction après que la tour n'ait atteint qu'un tiers de sa hauteur prévue.
Bien que l'intérieur d'origine ait été détruit lors des tempêtes iconoclastes de 1566 et 1581, l'intérieur baroque du XVIIe siècle est bien conservé grâce à un prêtre qui a prêté allégeance aux révolutionnaires français, qui venaient d'envahir la ville. En retour, il a été récompensé en étant autorisé à choisir une église à Anvers qui ne serait pas pillée, et a choisi Saint-Jacques, sauvant ainsi l'intérieur. De nombreux vitraux d'origine ont cependant été détruits pendant la Seconde Guerre mondiale.
Parmi les décorations intérieures baroques figurent les stalles du chœur en bois sculpté, créées entre 1658 et 1570, l'opulent maître-autel (1685) et les bancs de communion de la sainte chapelle (1695). La chaire centrale a été créée en 1675 par Lodewijk Willemsens (en).

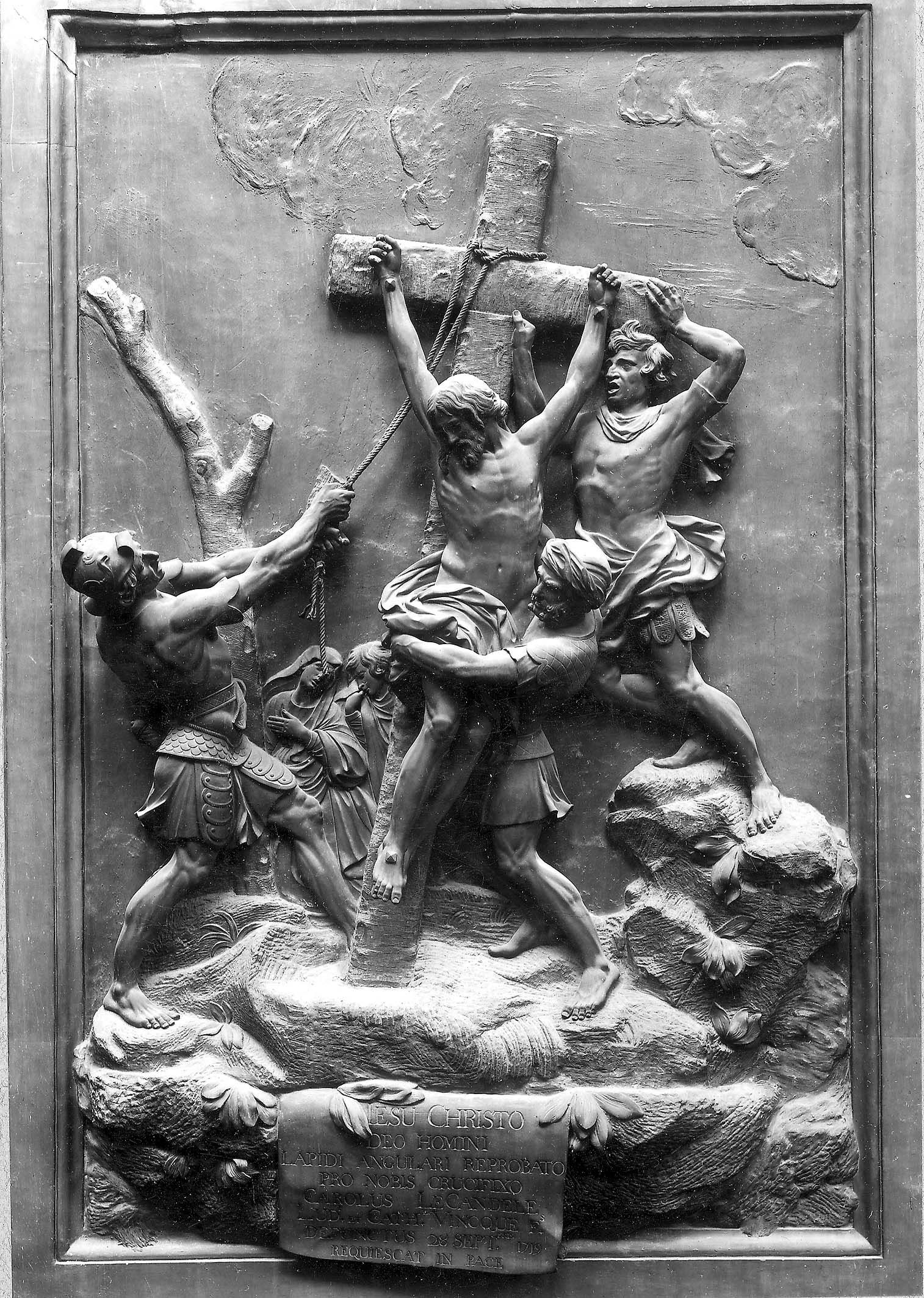
L'érection de la croix par Michiel van der Voort l'Ancien.

L'église Saint-Jacques d'Anvers
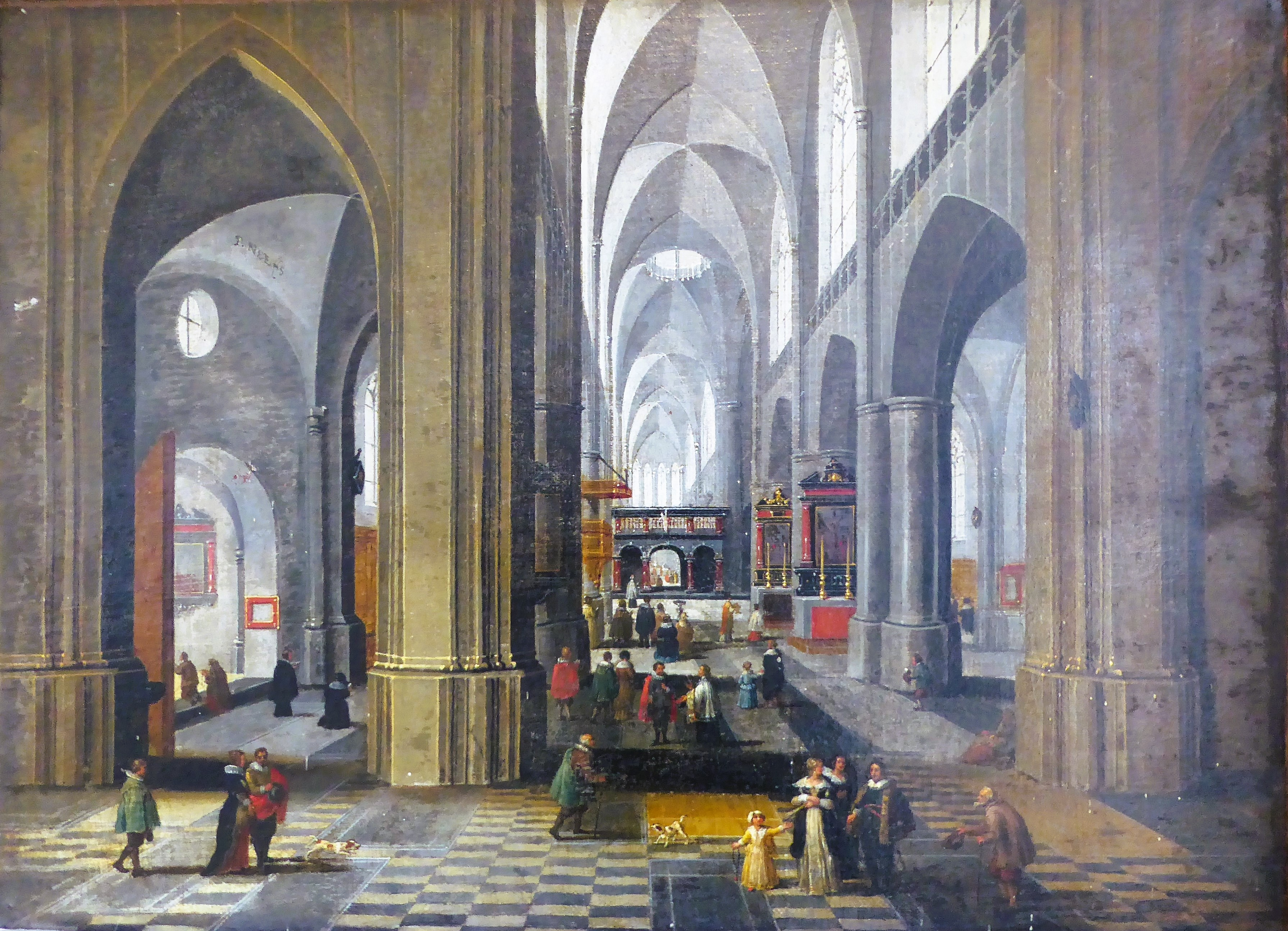
L'intérieur par Pieter Neefs le Vieux (XVIIe siècle), musée de Chartres.
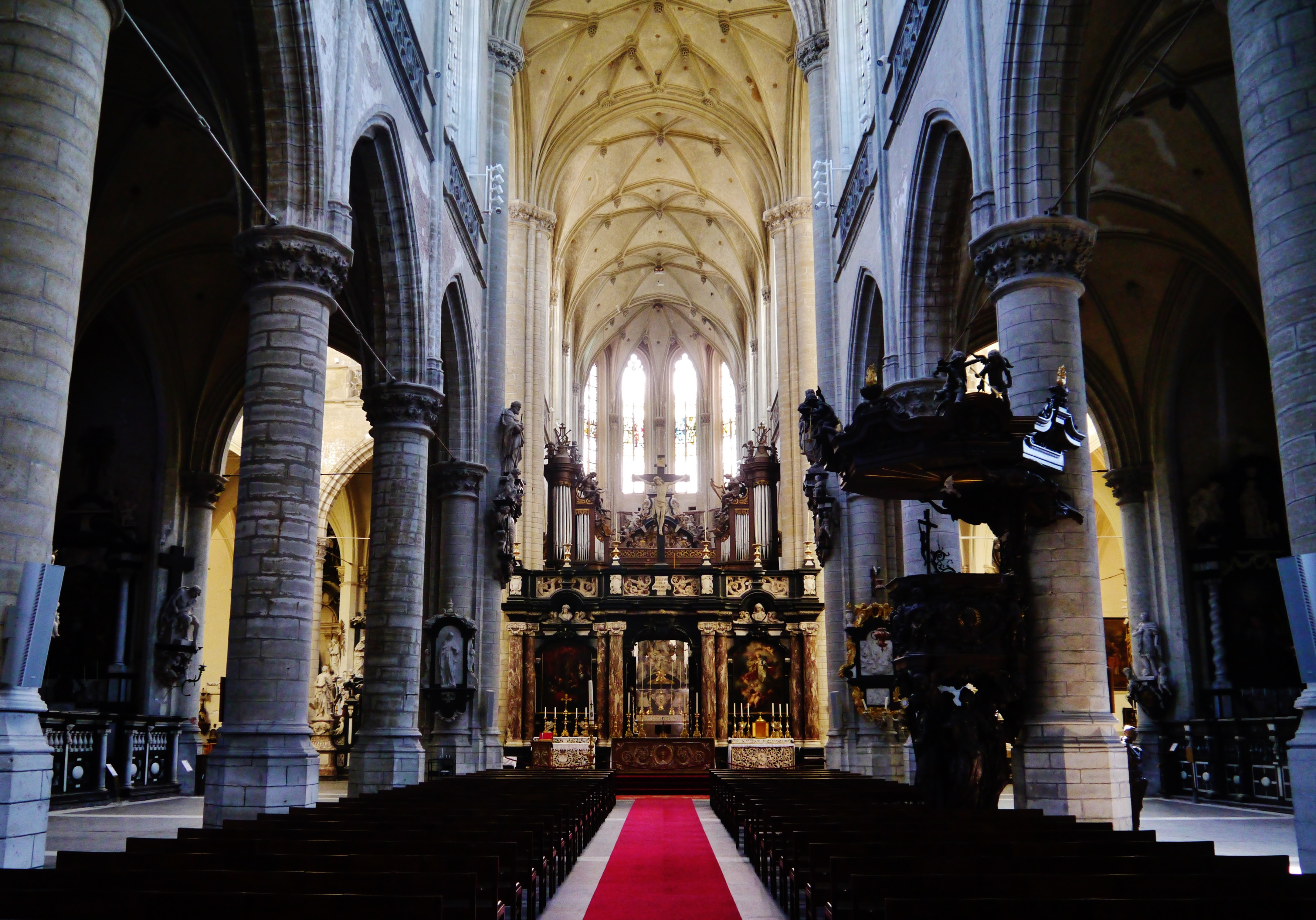
La nef et le chœur (2016).

## Autres événements notables
- Rubens s'est marié le 6 décembre 1630 à Saint-Jacques avec Hélène Fourment[1]
- Le cardinal Danneels a été consacré dans cette église par le cardinal Leo Joseph Suenens en 1977.

## Orgues
L'ancien orgue a une histoire riche : il a été joué par de nombreuses personnes célèbres, parmi lesquelles Henry Bredemers (en). L'orgue du chœur, construit par Jean-Baptiste Forceville (en) en 1727, est également d'origine, y compris l'action mécanique encore en fonctionnement. Le grand orgue a été construit en 1884 par Anneessens et est de style romantique.

## Inhumations
Aux XVIe, XVIIe et XVIIIe siècles, l'église Saint-Jacques était l'église paroissiale des éminents citoyens d'Anvers, dont plusieurs ont construit des chapelles funéraires privées dans l'église. De nombreuses pierres tombales importantes sont encore à l'intérieur, la plupart appartenant à la noblesse. Il y a plus de 1 300 tombes à l'intérieur de l'église ainsi que les dates des enterrements de plus de 4 500 personnes. Certaines tombes sont de très haute qualité, notamment celle de Francisco Marcos de Velasco (en) réalisée par Pieter Scheemaeckers (en). Ludovicus Anthoine, faite par Willem Ignatius Kerricx (en) et Henrica Carolina Adriana Josepha van Cornelissen et Eugenia Catherina van Ertborn toutes deux sculptées dans le marbre par Guillaume Geefs. Le plus célèbre est celui du peintre anversois Pierre Paul Rubens, achevé cinq ans après sa mort en 1640. Le tableau au-dessus de la tombe de Rubens est du maître lui-même.

### Famille Rubens

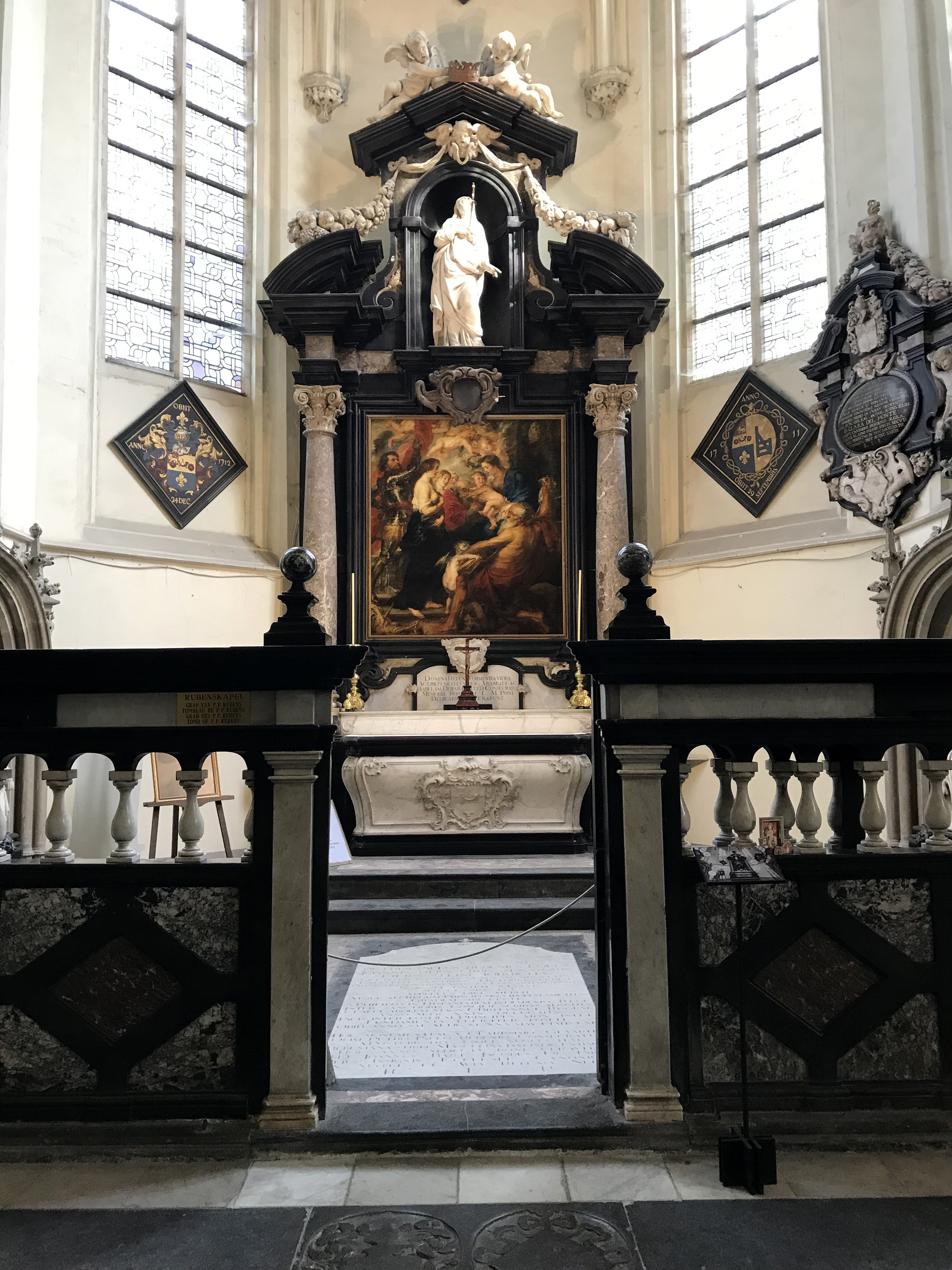
La chapelle Notre-Dame de la famille Rubens.

- Pierre Paul Rubens et Hélène Fourment.
- Daniel Fourment, mort en 1643, marié à Clara Stappaert, beau-père de Pierre Paul Rubens.
- François I, fils de Pierre Paul Rubens, échevin d'Anvers en 1659, marié à Suzanne Charles.
- Alexander Josephus Rubens (en), petit-fils de Pierre Paul Rubens, marié à Catherina Philippine de Parys, ainsi que Philip Constant de Parys, Alexander Jacob de Parys, Joannes Bapt. de Parys, Isabella Alexandrine de Parys, Frans Frédéric, comte de Respani.
- Albert Rubens, fils de Pierre Paul Rubens, marié à Clara del Monte[5]
- Clara IV Joanna, dame de Merksem, fille de Pierre Paul Rubens, mariée à Philip Constant de Parys, ainsi que Catharina Francisca Rubens
- Nicolas Piqueri (mort en 1661), aumônier d'Anvers, marié en 1627 à Elisabeth Fourment.
- Ghisbert van Colen, marié à Marie Fourment, nièce d'Hélène.
- Emmanuel van Hoorebeeck, fils de Henry et Jeanne Fourment
- Ferdinand Helman (1550–1617), beau-père de Nicolaas Rubens (en), seigneur de Rameyen, marié à Catharine vander Veken.

### Autres

#### Artistes
- Jan Boeckhorst, peintre.
- Godfried Maes (nl) (mort en 1679), marié à Anna Eeckelmans.

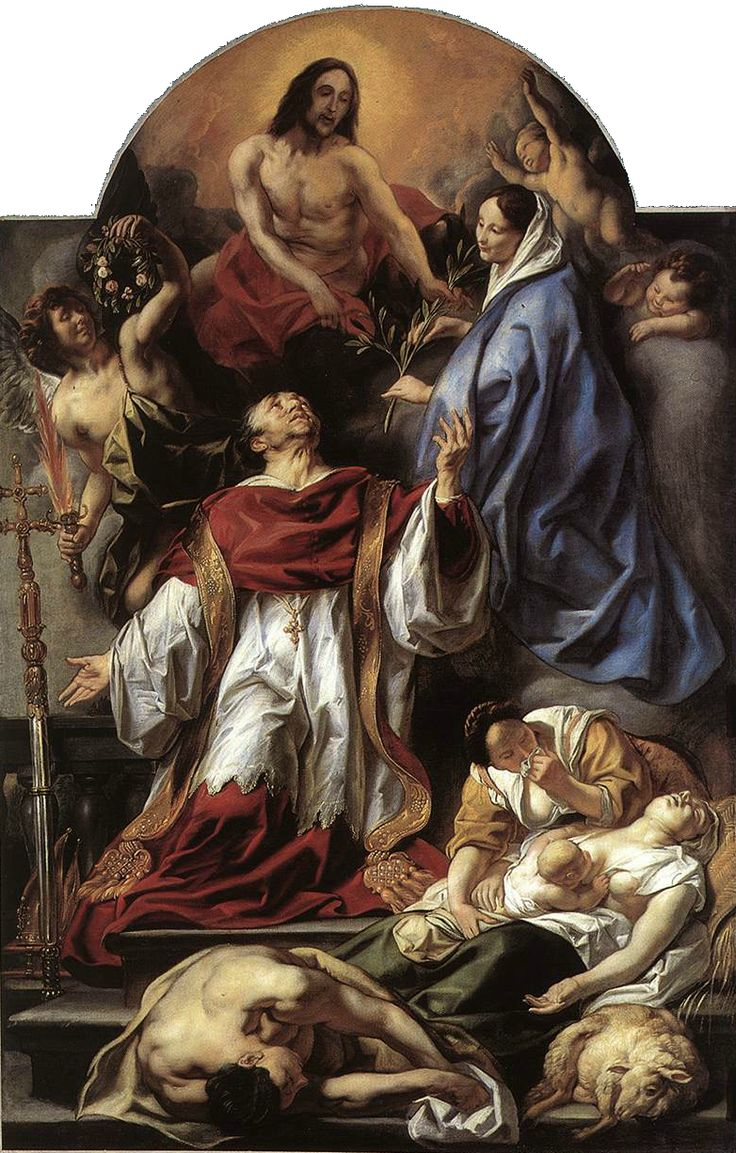
Saint Charles prend soin des victimes de la peste de Milan, par Jacob Jordaens.

- Cornelis Schut (mort en 1655), marié à Catharine Geensins, et Anna Schut, Peter Guillaume Schut.
- Hendrick van Balen (mort en 1632), marié à Margreta Briers, et son fils Jan van Balen.
- Jan van Balen (mort en 1654), marié à Joanne van Weerden.
- Justus van Egmont, peintre.
- Artus Quellinus le Jeune
- Hieronymus Wierix
- Arnoldus Hessius
- Mathias Joostens (1767–1830), compositeur, marié à Catharine Stuyck.

#### Bourgmestres d'Anvers
- Nicolaas Rockox l'Ancien, oncle de Nicolaas Rockox.
- Jan Rockox (1570-1619), échevin d'Anvers.
- Jacob Dassa (d), fils de Ferdinand et Barbara Rockox, chevalier, marié à Magdalena van Gammeren.
- Jean Antoine Tucher, chevalier, marié à Sussana de Cordes (morte en 1725), tous deux enterrés à l'intérieur de la chapelle St-Anthonys, sculpté par Michiel van der Voort l'Ancien[6]
  - sa fille Maria Antonia Tucher, mariée à don Juan Francisco de Santa Cruz, seigneur de Boortmeerbeek.
- Ambrosius Tucher, chevalier, marié à Marie d'Ursel[7]
- Gaspard de Rovelasco (né en 1540), marié à Elisabeth van Kestelt.
- les parents de Florent van Ertborn.
- Philippe Louis de Pret, beau-père de Charles III Philippe van de Werve, 1er comte de Vorsselaer (en).

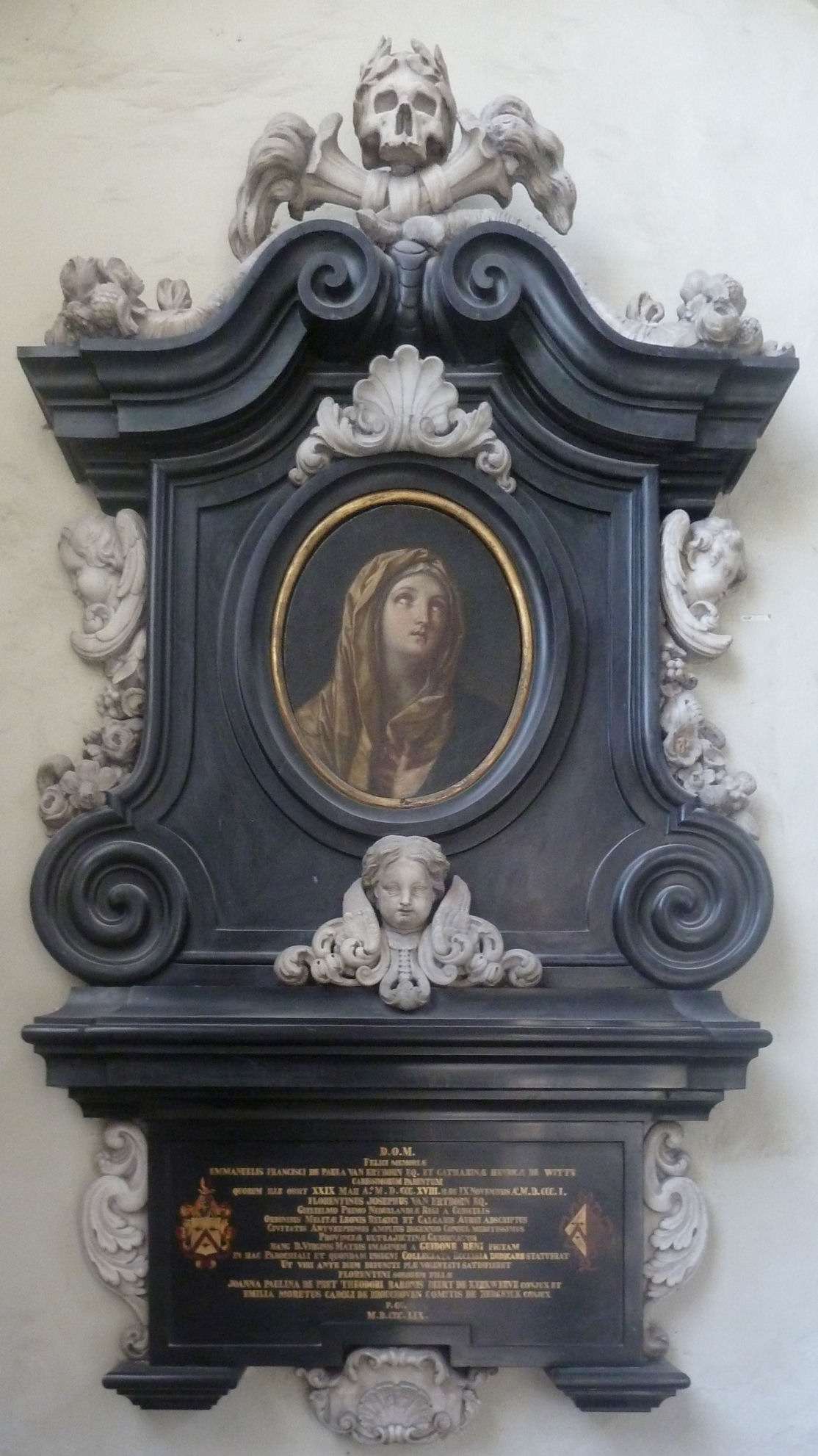
Épitaphe de Florentinus Josephus van Ertborn, peinture de Guido Reni.

- Jan Roosen
- Jan van Weerden

#### Autres personnalités
- Nicolaas III van de Werve, seigneur de Giesenoudekercke, marié à Magdalene d'Halmale.
- Henry I van de Werve, marié à Lady van Cuyck.
- Isabelle Anne van de Werve, fille de John IV van de Werve (en), mariée à Jean Baptiste della Faille, bougmestre d'Anvers.
- Joos Draeck (mort en 1528), fils de Willem Draeck, seigneur de Merksem (en), marié à Barbara Colibrant, a offert un important vitrail à l'église[8]
- Adriaan Rockox (d), marié à Isabella van Olmen, parents de Nicolaas Rockox.
- Adriana Rockox, mariée à Lancelot d'Ursel.
- Claire Rockox, mariée à Jan van de Werve, sœur de Nicolaas Rockox.
- Antonio de Castro y Lopez (mort en 1663)
- Jacon de Miranda (mort en 1602)
- Pedro de Lapena, marié à Maria de Espinosa.
- Cornelis Lantschot, bienfaiteur des pauvres.
- Jacobo Hernandes de Miranda, marié à Amantia de Robelledo.
- Daniel Gerardus Melyn, marié à Anna Maria de Lannoy
- Melchior Gijsbert Hendrik van Susteren (mort en 1741), marié à Constance Barbou.
- Fernando de Montesinos, marié à Serafina de Almeida y Castro.
- Johan Damant, marié à Anne de Witte.
- Paul Wuyts, marié à Jacqueline de Landas.
- Louis du Boisch, marié à Mary Anne van Hoorenbeeck.
- Arnold Martin du Boisch, marié à Mary Catherine Vecquemans.
- George Mendes de Andrada.

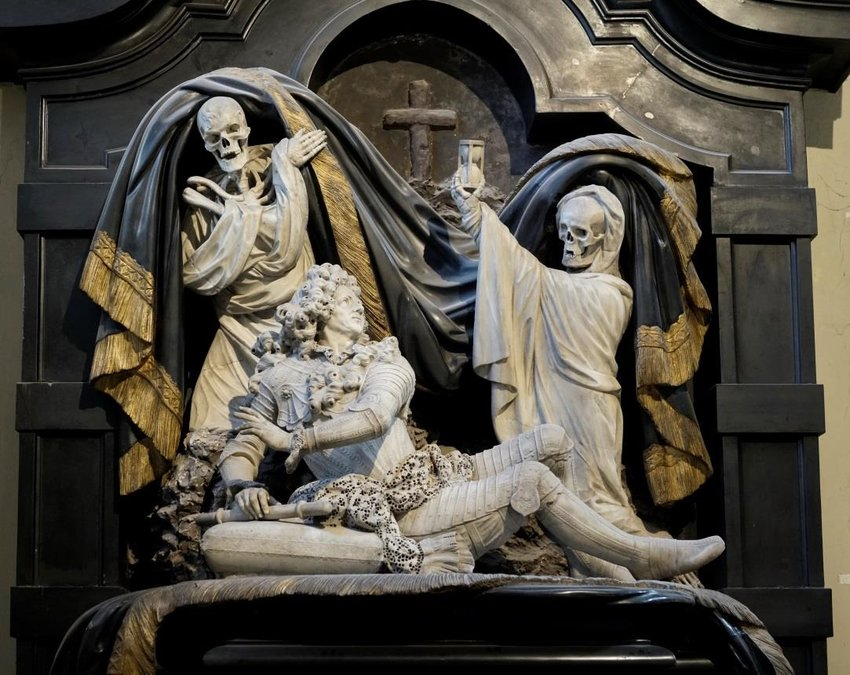
Gisant de Francisco Marcos de Velasco, mort en 1693, sculpté par Pieter Scheemaeckers.

- Manuel Tuvares Ulloa et Francisco Alvarez Tavarez Lopez de Ulloa.
- Manuel Soarez Ribeiro.
- Henry Geelhand (1694–1776), marié à Hélène van Claessens (1698–1766).
- Eugenia Catharine van Ertborn, sculpture de Guillaume Geefs.
- François de Paule-Joseph van Ertborn (mort en 1807), grand aumônier d'Anvers, marié à Joanna Jozef Louisa van de Werve.
- Henrica Carolina Adriana Josepha de Havre, née de Cornelissen), baronne de Havre, sculpture de Guillaume Geefs.
- Giacomo Antonio Carenna (1591–1672), aumônier d'Anvers, a construit la chapelle Borromée en 1656.
- Joannes Bollaert, marié à Susanne de San Estevan.
- Francisco Lopez Franco.
- Joannes van Weerden, maître d'église, marié à Maria van Severdonck, sculpture de Sebastiaan Van den Eynde (1669–1675).
- Christoffel Cominetto, marié à Maria Heyndrickx
- Joanne de Cuellar, marié à Clara Pels
- Bartholomaeus Balbi (1542–1593), consul de Gênes, et Giovanni Agostino Balbi.
- Manuel Nuñez de Evora, marié à Justa Nuñes.
- Jacobus Matth. de Moor.
- Joan Fernand. Sant Vittores de la Poitilla, marié à Maria de Steelandt.
- Fernando de Palma Carillo.
- Antonio Lopez de San Paio.
- Luis de Quesada, marié à Clara de Ayala.
- Johann Jakob Schenk von Stauffenberg (mort en 1588).
- Gaspar Rovelasco